# 校友
校友（英語：alumni），就是在同一个学校、大学、研究院（所）学习和进修的人，称为校友，以学校为标准，不以班级为标准。其標準比較模糊，畢業生通常都被當作是校友，而某些情况下学校教职人员或曾經在籍（肄業、轉學）的學生也被统称为校友。

## 華語社群觀點
在華語社群，校友及其相關組織（校友會），尤其被指涉為「大學校友」。在中華民國教育部的重編國語辭典修訂本裡，對「校友」的解釋為：「同一所學校畢業的人，互稱校友」。

## 日本社會觀點

### 出身校
日語的「出身校」（オールド・スクール）（Old School），常用於形容政治人物的教育經歷，若為某間學校的「校友」，該校是校友的「出身校」。